# Basra
Basra, cũng được viết là Basrah (tiếng Ả Rập: البصرة; BGN: Al Başrah) là thành phố thủ phủ của tỉnh Basra, Iraq, nằm bên bờ sông Shatt al-Arab ở miền nam Iraq giữa Kuwait và Iran. Basra có dân số ước tính 952.441 vào năm 2007, và 3,5 triệu năm 2012. Basra cũng là cảng chính của Iraq, mặc dù nó không là cảng nước sâu như cảng Umm Qasr.
Thành phố này là một phần của địa điểm lịch sử của Sumer, quê nhà của Thủy thủ Sinbad, và là một vị trí đề xuất của Vườn địa đàng. Nó đóng một vai trò quan trọng trong sơ khai lịch sử Hồi giáo và được xây dựng vào năm 636. Thành phố này lớn thứ hai sau Baghdad và là thành phố đông dân nhất của Iraq. Basra là một trong những thành phố nóng nhất trên hành tinh, với nhiệt độ mùa hè thường xuyên trên 45 °C (113 °F).